# Konsum Karlskoga
Konsum Karlskoga var en ekonomisk förening som den 1 januari 2005 införlivades i Konsum Värmland. Vid tidpunkten för fusionen hade föreningen 16 852 medlemmar.

## Historia

### Bildandet av föreningen
Föreningen bildades som Bofors Kooperativa Handelsförening 1907 som ett försök att bilda ett kooperativt företag i Karlskoga. Den första butiken som öppnades var belägen i en källarlokal i dåvarande Folkets Hus. Butiken hade initialt endast öppet kvällstid, eftersom föreningens styrelse skötte allt från hemforsling av varor till försäljning. Föreningen expanderade därefter genom att 1915 öppna en butik i Linnebäck och 1917 en butik i Skranta.
På grund av att en stor del av försäljningen skedde på kredit blev föreningen tvungen att ombildas 1919. Efter ombildandet förbjöds all handel på kredit för att förbättra föreningens ekonomiska situation.

### Egen produktion
År 1925 togs första steget mot egen produktion av varor genom uppköp av AB Bofors charkproduktion och charkbutik. Under efterföljande decennium beslutades att kapaciteten i den egna produktionen skulle utökas genom att bygga en ny charkfabrik och ett nytt bageri, vilka togs i drift under 1938. Charkverksamheten övergick i KF:s regi 1964.

### Varuhus

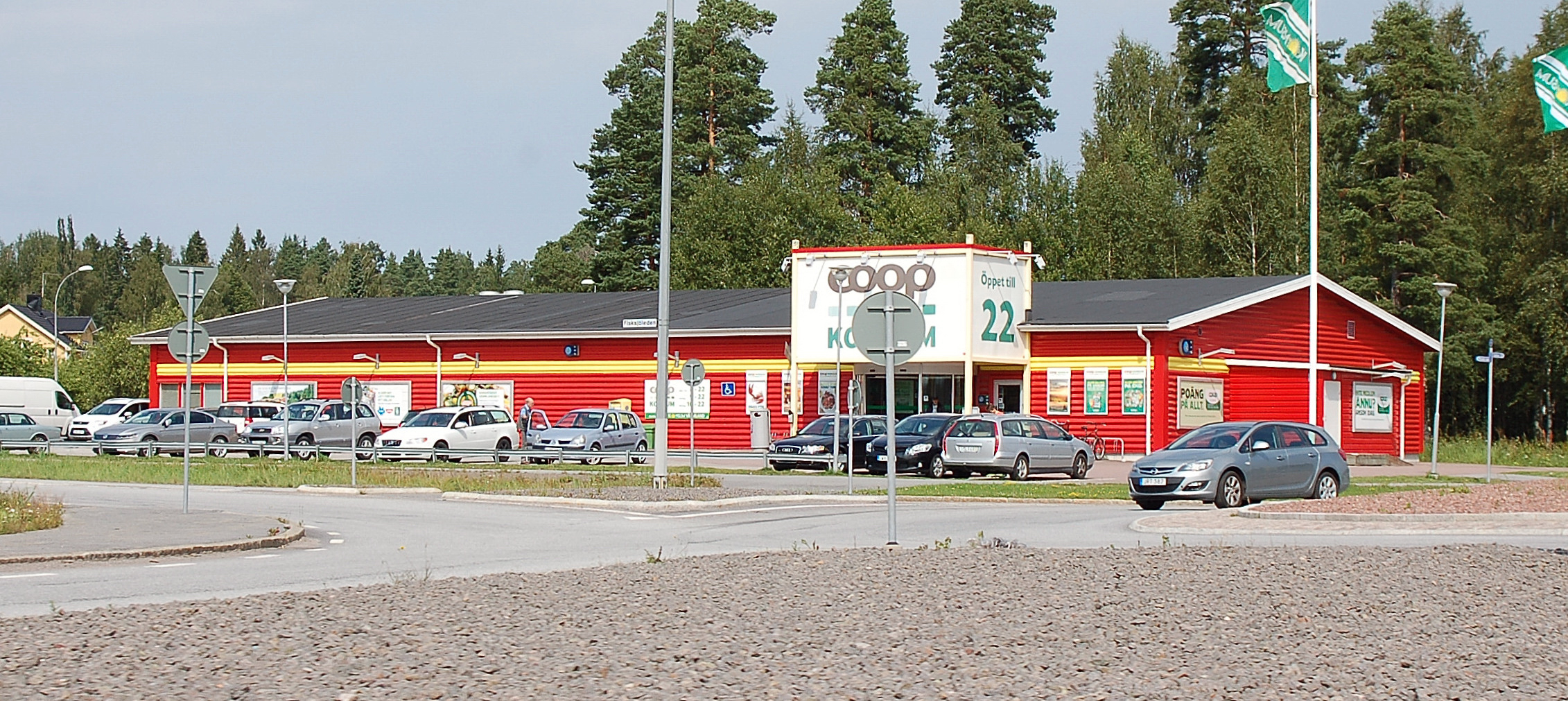
Coop Konsum i Storängen, Karlskoga.

Föreningen koncentrerade under 1950-talet försäljningen från en rad specialbutiker genom att öppna varuhuset Aveny. Varuhuset var ett av Sveriges första i sitt slag när det slog upp dörrarna den 4 september 1953 på bottenvåningen i det nybyggda Folkets Hus. Verksamheten uppvisade goda resultat och expanderades senare till lokalerna på andra sidan Kungsvägen. De båda lokalerna förbands med en tunnel under vägen. Varuhuset ändrade 1960 namn till Domus och flyttade till nybyggda K-center den 3 oktober 1974.

### Ekonomiska problem
Under 1970- och 1980-talet drabbades föreningen hårt av den negativa befolkningsutvecklingen i Karlskoga. Föreningen överlevde med omfattande stöd från KF, samt genom nedläggning av en rad olönsamma butiker, däribland Domus, som slog igen portarna den sista december 1991. 1 januari 2005 gick man samman med Konsum Värmland. Föreningarna samarbetade redan innan fusionen inom en rad områden såsom inköp och transporter.

## Butiker
Föreningen drev vid överlåtelsen följande butiker:

### Karlskoga
- Prix Stormarknad – numera Coop Forum.
- Svenska Hem Interiör – såldes av Konsum Värmland 2014[12].
- Skrantahallen – nedlagd 2015[13].
- Frödingshallen – numera Coop Fröding.
- Konsum Storängen – numera Coop Storängen.
- Konsum Bråten – numera Coop Bråten.

### Degerfors
- Prix Stormarknad – nedlagd 2020 efter konflikt med Degerfors kommun[14].
- Konsum Brogatan – gjordes under 2005 om till Pekås[15].